# Canale del Nord
Il canale del Nord (in inglese North Channel; in irlandese e scozzese Sruth na Maoile, in scots Sheuch o North Chainel) è un braccio di mare dell'Oceano Atlantico nord-orientale che separa la costa nord-orientale dell'Isola d'Irlanda dalle coste sud-occidentali della Scozia mettendo in comunicazione il Mare d'Irlanda a sud con l'Oceano Atlantico a nord.

## Geografia
Il canale comunica a ovest con il Belfast Lough alla cui estremità occidentale è situata la città portuale di Belfast. A est comunica con l'ampio Firth of Clyde e con il Kilbrannan Sound.
Ha una lunghezza di circa 150 km e raggiunge la massima profondità di 300 metri in prossimità della fossa di Beaufort's Dyke che si estende per circa 50 km. Nelle sue acque emergono l'isola di Rathlin situata a oriente della costa nord-irlandese e l'isola di Sanda in corrispondenza della costa scozzese.
Nelle acque del canale nel 1953 si verificò il naufragio della MV Princess Victoria in cui persero la vita 133 persone.